# Greigia tillettii
Greigia tillettii L.B.Sm. & Read  è una pianta della famiglia delle Bromeliacee, endemica del Venezuela.